# 布賴恩特鎮區 (堪薩斯州葛蘭姆縣)
布賴恩特鎮區（英語：Bryant Township）為位在美國堪薩斯州葛蘭姆縣的鎮區。2010年美国人口普查中該鎮區人口有74人。

## 地理
布賴恩特鎮區涵蓋面積233.26平方（90.06平方英里）。根據美國地質調查局的資料，此鎮區包含2座墓園：利蘭墓園（Leland Cemetery）和聖安東尼墓園（Saint Anthony Cemetery）。

## 外部連結
- USGS Geographic Names Information System (GNIS) （页面存档备份，存于）
- US-Counties.com
- City-Data.com （页面存档备份，存于）